# Melanoptilon chrysomela
Melanoptilon chrysomela är en fjärilsart som beskrevs av Butler och Druce 1872. Melanoptilon chrysomela ingår i släktet Melanoptilon och familjen mätare. Inga underarter finns listade i Catalogue of Life.